# Attus verrauxi
Attus verrauxi är en spindelart som beskrevs av Władysław Taczanowski 1871. Attus verrauxi ingår i släktet Attus och familjen hoppspindlar. Inga underarter finns listade.